# Głodowo (województwo mazowieckie)
Głodowo – wieś w Polsce położona w województwie mazowieckim, w powiecie pułtuskim, w gminie Pułtusk. Ma status sołectwa. Leży nad Pełtą.
Wierni Kościoła rzymskokatolickiego należą do parafii w Szwelicach.
Wieś duchowna położona była w drugiej połowie XVI wieku w powiecie makowskim ziemi różańskiej województwa mazowieckiego. W 1785 roku wchodziła w skład klucza góreckiego biskupstwa płockiego. W latach 1975–1998 miejscowość administracyjnie należała do województwa ciechanowskiego.